# Булат, Иван Лазаревич
Ива́н Ла́заревич Була́т (1896, с. Жданы, Лохвицкий уезд, Полтавская губерния — 20 июня 1938, Москва) — советский государственный и партийный деятель. Член ЦИК СССР.

## Биография
- после учёбы в сельской школе, поступает работать слесарем.
- активный участник революционного движения. Участник Февральской революции в Петрограде. Участник Гражданской войны.
- 1917 год — член Екатеринославского комитета РСДРП(б), одновременно командир отряда Красной Гвардии
- 1918—1921 годы — на службе в РККА
- переходит на партийную деятельность: с 1921 года — инструктор ЦК КП(б) Украины, одновременно до 1918 года — секретарь Южного бюро ВЦСПС
- до 1922 года — ответственный секретарь Кременчугского губернского комитета КП(б) Украины
- 1922—1923 годы — председатель Харьковского губернского Совета профсоюзов
- 1923—1924 годы — заведующий Организационно-инструкторским отделом ЦК КП(б) Украины
- 10 апреля 1923 года — 6 декабря 1925 года — член ЦК КП(б) и член Организационного бюро ЦК КП(б) Украины
- 1924—1925 годы — секретарь Всеукраинского Совета профсоюзов
- 17 мая 1924 года — 6 декабря 1925 года — кандидат в члены Политического бюро ЦК КП(б) Украины
- 1925—1926 годы — заместитель председателя СНК Украинской ССР и заместитель председателя Экономического Совета Украинской ССР
- 1926 год — апрель 1927 года — председатель Исполнительного комитета Тамбовского губернского Совета
- апрель 1927 года — апрель 1928 года — заместитель заведующего Организационно-распределительным отделом ЦК ВКП(б)
- апрель 1928—1929 год — ответственный секретарь Тульского губернского комитета ВКП(б)
- 1929—1930 годы — заведующий Организационным отделом Московского городского комитета ВКП(б) и в 1929—1931 годах — секретарь Московского городского комитета ВКП(б)
- 13 июля 1930 года — 26 января 1934 года — кандидат в члены ЦК ВКП(б)
- до 1931 — председатель ЦК Союза металлистов
- 1931—1932 годы — заместитель народного комиссара путей сообщения СССР
- 1932 год — декабрь 1937 года — председатель Верховного Суда РСФСР и одновременно с 1932 года — заместитель народного комиссара юстиции РСФСР
- 26 января—10 февраля 1934 года делегат XVII съезда ВКП(б)[1].
- 20 июля 1936 года — август 1937 года — нарком юстиции РСФСР. Совмещал должность с постом председателя Верховного Суда РСФСР.
- 28 декабря 1937 года арестован и 20 июня 1938 года — расстрелян. Был обвинен в организации антисоветской организации в Верховном Суде РСФСР и проведении вредительской работы по развалу судебной системы. Судебное заседание по рассмотрению дела И.Л. Булата продолжалось 15 минут. Приговором Военной коллегии Верховного Суда СССР от 20 июня 1938 г. он был признан виновным по статьям 58-7, 58-8, 58- 11 Уголовного кодекса РСФСР и приговорен к высшей мере наказания – расстрелу. Определением Военной коллегии Верховного Суда СССР от 12 ноября 1955 года. уголовное дело в отношении И.Л. Булата прекращено за отсутствием состава преступления, и он посмертно реабилитирован.

## Участие в массовых репрессиях
В полной мере несет ответственность за участие в массовых репрессиях. Ориентировал суды на усиление репрессий. Как соратник Крыленко поддерживал идею об упрощенном судопроизводстве. 